# Лесли, Алан М.
Алан М. Лесли (англ. Alan M. Leslie) — шотландский психолог, профессор психологии и когнитивных наук в Университете Рутгерса, где он руководит лабораторией когнитивного развития (CDL) и является содиректором Центра когнитивных наук Университета Рутгерса (RUCCS) вместе с Эрнест Лепор.

## Образование
Лесли получил степень бакалавра психологии и лингвистики в Эдинбургском университете в 1974 году, степень доктора философии, степень доктора экспериментальной психологии Оксфордского университета в 1979/80 году.

## Академическая карьера
В течение ряда лет был старшим научным сотрудником Совета медицинских исследований Лондонского университета. Присоединился к факультету Университета Рутгерса в 1993 году. Он также работал приглашенным профессором в Мадридском автономном университете, Чикагском университете и Калифорнийском университете в Лос-Анджелесе. В 2005 году он прочитал XIII лекцию в память о Каниже в Университете Триеста, а в 2006 году стал первым лауреатом Премии Энн Л. Браун за выдающиеся достижения в исследованиях развития. В 2008 году доктор Лесли был назначен членом Ассоциации психологических наук а также был избран членом Американской академии искусств и наук .

## Исследования
Лесли был членом Отделения когнитивного развития (CDU) в Лондоне, который предложил теорию нарушения психики при аутизме . В 1985 году он опубликовал вместе с Саймоном Барон-Коэном и Утой Фрит знаменитую статью « Есть ли у аутичного ребенка» теория разума "?, в котором было высказано предположение, что дети с аутизмом испытывают особые трудности с задачами, требующими от ребенка понимания убеждений и желаний другого человека.
Он интересуется строением когнитивной системы на ранней стадии развития..Внес ряд влиятельных экспериментальных исследований и теоретических идей по восприятию причины и следствия, отслеживанию объектов и обнаружению агентов в младенчестве, роли модульности мышления в развитии и теории механизмов разума (ToMM), в развитии социального познания и его нарушениях при аутизме .

## Семья
Его дочь Сара-Джейн Лесли — декан аспирантуры Принстонского университета .